# Права людини в Україні (доповідь)
«Права́ люди́ни в Украї́ні» — щорічна доповідь про стан із правами людини в Україні, що готується правозахисними організаціями з 2004—2005 рр. У ній надається загальна оцінка державної політики в сфері прав людини та розглядається їхнє становище в Україні, досліджене різними правозахисними громадськими організаціями та фахівцями у цій сфері. Кожен розділ доповіді містить перелік і аналіз порушень того чи іншого права щороку. У доповіді також аналізується чинне законодавство, що спричиняє порушення прав і свобод, а також законопроєктів, що можуть змінити ситуацію. Також у кожній доповіді надаються рекомендації для усунення порушень та покращення ситуації в цілому.
|  | Складання такої доповіді є традиційним засобом доведення до відома громадськості – як національної, так і міжнародної – інформації про порушення прав людини та основних свобод з метою усунення порушень та покращення ситуації в цілому Євген Захаров, 2005 рік |

## Окремі доповіді

### 2004
Доповідь «Права людини в Україні — 2004» була першою в якій від імені громадянського суспільства було комплексно описане на високому рівні становище з правами людини в країні. В ній також було подано ретроспективний огляд ситуації з правами людини в цілому за період із 1989 року. Її підготували Українська Гельсінська спілка з прав людини, Харківська, Вінницька та Севастопольська правозахисні групи, Чернігівський громадський комітет захисту прав людини, Українська асоціація «Зелений світ», Харківська організація «Жіноча громада», Харківський центр жіночих досліджень, Харківська та Дніпропетровська обласні спілки солдатських матерів тощо за допомоги Фонду сприяння демократії Посольства США в Україні та міжнародному фонду «Відродження».
Зокрема, містила 23 розділи (крім, вступу «Права людини й основні свободи в Україні (1989—2004)»): права людини в Конституції України; право на життя; право на свободу й особисту недоторканість; право на справедливий суд; право на недоторканість приватного життя (приватність); право на свободу совісті, релігії та віросповідання; право на доступ до інформації; свобода вираження поглядів; свобода мирних зібрань в Україні; свобода об'єднань (асоціацій); право на свободу пересування та вільний вибір місця проживання; проблеми дискримінації та нерівності в Україні; права людини та вибори Президента України; економічні та соціальні права; право людини на безпечне довкілля; права жінок; дотримання прав людини в дитячих будинках сімейного типу; боротьба з торгівлею людьми; права біженців і шукачів притулку; права в'язнів; права військовослужбовців (окремі аспекти); дитримання прав ВІЛ-інфікованих і хворих на СНІД і туберкульоз.
Доповідь була, зокрема, презентована на ІІ форумі правозахисних організацій «Моніторинг прав людини і основних свобод в Україні», що відбувався в Києві 11-12 квітня 2005 року.

### 2005
Окрім Української Гельсінської спілки з прав людини і Харківської правозахисної групи у роботі над доповіддю «Права людини в Україні — 2005» взяли участь 23 організації громадянського суспільства та 28 авторів і співдоповідачів. Допомога була надана Фондом сприяння демократії Посольства США в Україні, міжнародним фондом «Відродження» і Національним фондом підтримки демократії.
Доповідь містила, крім загального огляду, 29 розділів: право на життя; захист від катувань; право на свободу та особисту недоторканність; право на приватність; свобода релігій та віросповідання; право на доступ до інформації; свобода вираження поглядів; свобода зібрань; свобода об'єднань (асоціацій); свобода пересування та вільного вибору місця проживання; право власності; економічні та соціальні права; стан дотримання екологічних прав громадян; права дитини; права біженців та шукачів притулку; дотримання прав ув'язнених в Україні; права засуджених, хворих на туберкульоз; дотримання прав людей з обмеженими фізичними можливостями; дотримання прав ВІЛ-інфікованих і хворих на СНІД та заходи щодо попередження епідемії.
Також у доповіді були використані матеріали «Регіональних особливостей дотримання прав і свобод в Україні», підготовлених Українською Гельсінською спілкою з прав людини і створених за фінансової підтримки Швейцарського агентства розвитку та співпраці Посольства Швейцарії в Україні.

### 2006
Доповідь «Права людини в Україні — 2006» охопила весь 2006 рік і перші п'ять місяців 2007 року та складалася з двох частин:
- Громадська оцінка державної політики у сфері прав людини;
- Дотримання прав людини і основоположних свобод.

Обидві частини були значно розширені порівняльно з двома попередніми доповідями. Зокрема, було розглянуто методологічні проблеми підготовки річних доповідей, включено нові розділи: «Аналіз діяльності Уповноваженого Верховної Ради України з прав людини», «Екологічні та гуманітарні наслідки Чорнобильської катастрофи», «Основні проблеми порушення прав людини у випадках домашнього насильства», «Основні проблеми порушення прав людини в торгівлі людьми», «Окремі аспекти права на працю» «Право на освіту», «Право на охорону здоров'я та медичну допомогу».
Окрім Української Гельсінської спілки з прав людини і Харківської правозахисної групи у роботі над доповіддю взяли участь 30 організацій громадянського суспільства та 40 авторів і співдоповідачів. Допомога в виданні доповіді була надана Фондом сприяння демократії Посольства США в Україні, Інститутом відкритого суспільства (Будапешт), міжнародним фондом «Відродження» і Національним фондом підтримки демократії.

### 2007
Крім розділів щодо загального огляду порушень прав і свобод за 2007 рік і стану виконання рекомендацій правозахисних організацій, наданих у доповіді за 2006 рік, «Права людини в Україні — 2007» містили 22 розділи: право на життя; захист від катувань та інших видів поганого поводження; право на свободу; право на справедливий суд; право на приватність; свобода думки, совісті та релігії; право на доступ до інформації; свобода вираження поглядів; свобода мирних зібрань; свобода об'єднань (асоціацій); свобода пересування та вибору місця проживання; деякі аспекти права на захист від дискримінації та боротьби з расизмом і ксенофобією; право громадян на вільні вибори та участь у референдумах; право власності; соціальні та економічні права; право на освіту; право на охорону здоров'я та медичну допомогу; право на безпечне довкілля; домашнє насильство як порушення прав людини; порушення прав людини в ситуації торгівлі людьми; права людей з інвалідністю; права ув'язнених.
Окрім Української Гельсінської спілки з прав людини і Харківської правозахисної групи у роботі над доповіддю взяли участь 35 організацій громадянського суспільства та 46 авторів і співдоповідачів. Допомога в виданні доповіді була надана Національним фондом підтримки демократії.

### 2008
Крім загального огляду порушень прав людини і основоположних свобод доповідь містить 21 розділ: право на життя; захист від катувань та інших видів поганого поводження; право на свободу та особисту недоторканність; право на справедливий суд; право на приватність; свобода думки, совісті та релігії; право на доступ до інформації; свобода вираження поглядів; свобода мирних зібрань; свобода об'єднань (асоціацій); свобода пересування та вибору місця проживання; деякі аспекти права на захист від дискримінації та боротьби з расизмом і ксенофобією; право власності; соціально-економічні права; право на працю; екологічні права; насильство в сім'ї як порушення прав людини; торгівля людьми як сучасна форма рабства; права біженців та шукачів притулку; права жінок та ґендерна рівність; права в'язнів.
Окрім Української Гельсінської спілки з прав людини і Харківської правозахисної групи у роботі над доповіддю взяли участь 30 організацій громадянського суспільства та 40 авторів і співдоповідачів. Допомога в виданні доповіді була надана Національним фондом підтримки демократії.

#### 2014—2018 роки
Збройний конфлікт на сході України призвів до масштабної гуманітарної кризи, у процесі якої було зафіксовано численні порушення прав людини та міжнародного гуманітарного законодавства. Спостерігачі ООН наголошували на невиконанні принципу розмежування між активно воюючими комбатантами та цивільним населенням південно-східних територій країни, наслідком чого були невиборчі обстріли, що завдавали шкоди власності та ведуть до загибелі людей. Занепокоєння викликало незаконне застосування у населених районах неприпустимих видів озброєнь, як-от, наприклад, касетні боєприпаси:10—12. Данський журналіст Крісті де Плу у своїй книзі «Україна під перехресним вогнем» звертав увагу на те, що подібне озброєння заборонено у 118 країнах через його невиборчу дію як по військових, так і по цивільних об'єктах.
Києвом було припинено виплату пенсій та соціальних допомог у бунтівних регіонах, а також фінансування медичних та освітніх установ. Введення системи перепусток у прифронтових зонах значно обмежило свободу переміщень цивільних осіб і утруднило їм можливість залишити райони бойових действий. Відзначалися такі порушення прав, як незаконне взяття під варту, утримання інкомунікадо, викрадення цивільних осіб, катування, позасудові страти, сексуальне насильство та інші преступления. За повідомленням працівників моніторингових місій ООН, українські добровольчі батальйони («Айдар», «Дніпро-1», «Київ-1», «Торнадо») та органи правопорядку причетні до скоєння низки серйозних злочинів.
За результатами вивчення ситуації Українська Гельсінська спілка з прав людини присвятила злочинам українських силовиків окремий звіт, в якому відзначається тенденція українського суспільства обіляти їх злочини та замовчувати саму цю тему у громадській дискусії: 2—3.
У доповіді Держдепартаменту США з питань правозахисної діяльності вказувалися такі порушення прав у різних регіонах України, як тортури та жорстоке поводження, акти залякування та загрози сексуального насильства, що застосовуються правоохоронцями; випадки дідівщини в армії; погані умови утримання у в'язницях, які нерідко становлять серйозну загрозу для життя і здоров'я ув'язнених, фізичне насильство з боку охоронців; корупція серед чиновників, суддів та прокурорів, на всіх рівнях виконавчої, законодавчої та судової гілок влади; залякування та напади на адвокатів, які захищають тих обвинувачених, котрі вважаються «проросійськими» або «просепаратистами»; наявність, на думку деяких правозахисних груп, політичних ув'язнених; позасудові вбивства як українськими, так і проросійськими силами; викрадення; випадки сексуального насильства; використання обома сторонами наземних мін без огорож, знаків або інших заходів для запобігання жертвам серед цивільного населення.
У доповіді також зазначалося, що український уряд не завжди дотримується свободи вираження думок, мали місце численні випадки порушень свободи друку (цензура, переслідування журналістів, позови за наклеп, заборона тих чи інших засобів масової інформації, заборона в'їзду іноземним журналістам та їх вигнання). Багато творів проросійських акторів, режисерів і співаків заборонялися, великі російські телеканали, деякі соціальні мережі, пошукові системи, поштові служби та інформаційні сайти зазнали блокування. Деякі користувачі соціальних мереж затримувалися, оштрафовувалися і навіть ув'язнювалися за їх висловлювання.
Як говорилося в доповіді, деякі внутрішньо переміщені особи зазнавали дискримінації при працевлаштуванні, зазнавали труднощів з здобуттям освіти, медичної допомоги та необхідних документів. Спостерігалися випадки антисемітизму (зокрема антисемітського вандалізму: щодо єврейського цвинтаря, меморіалу «Бабин Яр» та ін.). Зазначалася дискримінація осіб із фізичними, сенсорними та розумовими вадами; більшість громадських будівель, як і раніше, залишалося недоступним для людей з обмеженими можливостями. Цигани нерідко стикалися з випадками дискримінації, зокрема насильства. Трансгендери стверджували, що їм важко отримати офіційні документи, що відображають їхню стать. Наголошувалося на дискримінації в галузі працевлаштування за ознаками статі, інвалідності, національності, раси, сексуальної орієнтації або гендерної ідентичності, ВІЛ-позитивного статусу.
На думку Freedom House, Україна у 2015 році отримала у звіті оцінку «частково вільна». На думку Amnesty International, в Україні утискають проросійські ЗМІ. У доповіді йдеться про вбитого журналіста Олеса Бузіна і посадженого за ґрати журналіста Руслана Коцаба. Директор Європейського та Центрально-Азіатського департаменту організації Amnesty International Джон Далхусейн 26 лютого 2016 року зазначив, що права людини в Україні не реалізуються, а залишаються на папері.
Human Rights Watch у 2016 році відзначала випадки насильницького зникнення, таємного тримання під вартою та тортур людей у СБУ, деяким з них відмовляли у медичній допомозі у зв'язку з отриманими під час тортур травмами. Х'ю Вільямсон, директор Human Rights Watch по Європі та Центральній Азії, заявляв: «В Україні існує практика тортур та іншого недозволеного поводження із затриманими, яка посилюється практично повною безкарністю за ці злочини».
У вересні 2017 року Human Rights Watch заявила, що СБУ, яка заарештувала громадянку України Дар'ю Мастикашеву (триразову чемпіонку України з тхеквондо, голову російської громадської організації «Золота ліга»), два дні утримувала її без зв'язку із зовнішнім світом і катувала.
За інформацією, викладеною в доповіді міжнародних правозахисних організацій Amnesty International та Human Rights Watch, на 2016 рік в Україні незаконно утримували людей у секретних в'язницях СБУ та піддавали їх жорстоким тортурам. У доповіді ООН за 2016 рік відзначалися «масштаби та жорстокість системи катувань», яка підтримується українською державою, і йшлося про сотні випадків незаконних арештів та жорстокого поводження з ув'язненими. Помічник генерального секретаря ООН з прав людини Іван Шимонович у червні 2016 року повідомив, що СБУ проводить масові затримання ополченців на Донбасі, систематично наражаючи їх на катування.
Глава представництва ЄС в Україні Ян Томбінський визнав наявність в Україні політичних в'язнів.
Гостру критику з боку сусідніх країн викликав український закон, відповідно до якого в Україні було припинено надання середньої освіти мовами національних меншин після закінчення початкових шкільних класів. Незважаючи на те, що до українських національних меншин належить значна кількість угорців, румун та росіян, цей закон викликав особливе роздратування в Угорщині, яка як відповідь пообіцяла створити Києву проблеми з інтеграцією в ЄС. Після того, як Київ відправив цей закон до Венеціанської комісії, вона у зв'язку зі своєю оцінкою деяких положень закону поставила питання про дискримінацію російськомовних громадян України, оскільки саме російська мова є найбільш широко використовуваною з недержавних мов в Україні.
Порушення прав людини з боку СБУ
Зі звернень, які отримують правозахисні організації та Уповноважені з прав людини, випливало, що співробітники СБУ (а також органи прокуратури, органи внутрішніх справ, а у 2016 році — Національна поліція) часто здійснювали затримання осіб без ухвали слідчого судді. Зокрема, особи, про які згадувалося у зверненнях і яких було затримано без постанови слідчого судді, підозрювалися у злочинах, скоєних ними, як передбачалося, кілька місяців і навіть кілька років до їх задержания.
Крім того, наголошувалося на систематичному та масовому порушенні співробітниками СБУ права на правову допомогу. Відповідно до КПК, посадова особа, яка здійснила затримання, зобов'язана негайно сповістити про це орган (установа), уповноважений законом на надання безоплатної правової допомоги. У разі повідомлення про це відкладається. У випадку, якщо для надання допомоги запрошується адвокат не з Центру юридичної допомоги, його зазвичай не допускають до затриманого.
СБУ нерідко здійснює повторні арешти осіб, які звільняються судами. Відповідно до КПК, повторний арешт можливий лише за умови, якщо звільнення було здійснено за рішенням слідчого судді. Проте СБУ заарештовує також і звільнених апеляційними судами, хоч рішення апеляційних судів оскарженню, згідно із законодавством, не підлягають. Повторні ж арешти порушують статтю 5 Європейської конвенції тому неприпустимі.
Цілком незаконними слід вважати затримання, які вчиняються СБУ для обміну на військовополонених та цивільних заручників, які перебувають під вартою у самопроголошених ДНР та ЛНР. СБУ розшукує людей, які звинувачуються у скоєнні злочинів, пов'язаних із сепаратизмом, державною зрадою, тероризмом та інших, і які перебувають у підслідності СБУ, затримує їх та пропонує обміняти на полонених у ЛНР та ДНР замість кримінального переслідування та більших термінів покарання. Затримані погоджуються на обмін, оскільки вони не мають вибору. В результаті укладається угода зі слідством, кримінальне провадження закривають, звільнивши людей з-під варти, проте їх уже чекають співробітники СБУ і, посадивши в машину, відвозять у невідоме місце, де вони до здійснення обміну утримуються без комунікації із зовнішнім світом. Іноді такий обмін пропонують затриманим вже після завершення слідства під час суду. У подібних випадках суддя виносить рішення, не завершуючи судового процесу, — як правило, кілька років з відстрочкою виконання вироку людину звільняють у залі суду, і співробітники СБУ його аналогічним чином вивозять у невідоме місце, де тримають без зв'язків.

## Друковані видання
- Права людини в Україні — 2004. Доповідь правозахисних організацій[недоступне посилання з липня 2019] / За ред. Є. Захарова, І. Рапп, В. Яворського. Худож.-оформлювач Б. Захаров / Українська Гельсінська спілка з прав людини. — Харків: Фоліо, 2005. — 312 с. ISBN 966-03-3012-Х
- Права людини в Україні — 2005. Доповідь правозахисних організацій / За ред. Є. Захарова, І. Рапп, В. Яворського. Худож.-оформлювач Б. Захаров / Українська Гельсінська спілка з прав людини, Харківська правозахисна група. — Харків: Права людини, 2006. — 320 с. ISBN 966-8919-03-3
- Права людини в Україні — 2007. Доповідь правозахисних організацій / За ред. Є. Захарова, І. Рапп, В. Яворського / Українська Гельсінська спілка з прав людини. — Харків: Права людини, 2008. — 304 с. ISBN 978-966-8919-48-0
- Права людини в Україні — 2008. Доповідь правозахисних організацій / За ред. Є. Захарова, В. Яворського / Українська Гельсінська спілка з прав людини. — Харків: Права людини, 2009. — 304 с. ISBN 978-966-8919-71-8

## Цікаві факти
Презентації доповіді в 2007—2009 рр. відбувалися в агентстві «УНІАН».